# Take No Prisoners (альбом Molly Hatchet)
Take No Prisoners (рус. Пленных не брать) — четвёртый студийный альбом американской группы Molly Hatchet, исполняющей южный рок, выпущенный в 1981 году на лейбле Epic Records. Это второй и последний альбом с вокалистом Джимми Фарраром, заменившим ушедшего Дэнни Джо Брауна.
Запись альбома проходила на Багамских островах и в Лос-Анджелесе. В качестве бэк-вокалистки на записи отметилась актриса и певица Кэти Сагал, позже получившая известность в ситкоме «Женаты… с детьми» и телесериале «Сыны анархии».
Обложка альбома была нарисована художником Борис Вальехо специально для группы в 1981 году и получила название «Molly Hatchet». На ней изображены участники группы, выполненные в фэнтези стилистике.
Take No Prisoners был выпущен в ноябре 1981 года и достиг 36-го места в чарте Billboard Top LPs & Tape. Песня «Power Play» попала на 96-е место в Billboard Hot 100 и продержалась в чарте две недели. Две другие песни «Bloody Reunion» и «Lady Luck» заняли 31-е и 46-е места в чарте Hot Mainstream Rock Tracks, соответственно.
Альбом встретили более прохладно чем предыдущий, однако группа продолжала оставаться мощной концертной единицей. Вскоре после выпуска альбома, группу покидает басист и один из основателей Баннер Томас.
Песня «Long Tall Sally» является кавер-версией Литл Ричарда, вышедшей на его дебютном альбоме Here’s Little Richard.

## Список композиций
1. «Bloody Reunion» (Джимми Фаррар, Дуэйн Роланд, Дэйв Лубек, Баннер Томас) — 4:00
2. «Respect Me in the Morning» (Джимми Фаррар, Дуэйн Роланд) — 3:22
3. «Long Tall Sally» (Роберт Блэкуэлл, Энотрис Джонсон, Ричард Пенниман) — 2:56
4. «Loss of Control» (Брюс Крамп, Дуэйн Роланд, Баннер Томас) — 3:31
5. «All Mine» (Баннер Томас) — 4:00
6. «Lady Luck» (Дэйв Лубек) — 3:36
7. «Power Play» (Стив Холланд) — 3:50
8. «Don’t Mess Around» (Дуэйн Роланд, Баннер Томас) — 3:01
9. «Don’t Leave Me Lonely» (Брюс Крамп, Холланд) — 3:59
10. «Dead Giveaway» (Дэйв Лубек) — 3:28

## Участники записи
Molly Hatchet:
- Джимми Фаррар[англ.] — вокал
- Дэйв Лубек[англ.] — гитара, слайд-гитара
- Стив Холланд — гитара
- Дуэйн Роланд[англ.] — гитара, слайд-гитара
- Баннер Томас — бас-гитара
- Брюс Крамп[англ.] — ударные

| Приглашённые музыканты: - Джей Уиндинг — клавишные - Паулинью да Кошта — конга - Духовая секция Tower of Power — духовые на «Bloody Reunion» и «Lady Luck» - Минди Стерлинг, Лори Боно, Кэти Сагал — бэк-вокал - Джойс «Baby Jean» Кеннеди — дополнительный вокал на «Respect Me in the Morning» | Технический персонал: - Том Верман — продюсер, перкуссия - Пэт Армстронг — исполнительный продюсер - Гари Лэдински — инженер, микширование - Кэри Приткин — ассистент инженера - Джордж Марино — мастеринг-инженер - Борис Вальехо — обложка |

## Позиции в хит-парадах
Еженедельные чарты:
| Год       | Хит-парад                      | Высшая позиция | Пребывание |
| --------- | ------------------------------ | -------------- | ---------- |
| 1981—1982 | США (Billboard Top LPs & Tape) | 36             | 14 недель  |